# Enrico Celio
Enrico Celio ( 19 de junho de 1889 - 23 de fevereiro de 1980) foi um político da Suíça.
Foi eleito para o Conselho Federal suíço em 22 de fevereiro de 1940 e terminou o mandato a 15 de outubro de 1950.
Foi Presidente da Confederação suíça em 1943 e 1948.